# 南海玉米捲管螺
南海玉米捲管螺（学名：Inquisitor variabilis）为捲管螺科玉米捲管螺屬下的一个种。其种加词“variabilis”意为“变化的”。